# Lavau-sur-Loire
Lavau-sur-Loire (bret. Gwal-Liger) – miejscowość i gmina we Francji, w regionie Kraj Loary, w departamencie Loara Atlantycka.
Według danych na rok 2010 gminę zamieszkiwało 758 osób, a gęstość zaludnienia wynosiła 46 osób/km².